# Prolemur simus
Lêmure-grande-do-bambu (Prolemur simus) é uma espécie de mamífero da família Lemuridae endêmico de Madagascar. É a única espécie descrita para o gênero Prolemur.

## Distribuição geográfica e habitat
A espécie está restrita ao sudeste e centro-sul de Madagascar.